# Ágios Charálambos (Thessalonique)
Ágios Charálambos (grec moderne : Άγιος Χαράλαμπος) est une localité située dans le dème de Langadás, dans le district régional de Thessalonique, dans la periphérie de Macédoine-Centrale, en Grèce.
Selon le recensement de 2011, elle compte 78 habitants.